# Монарх білоголовий
Монарх білоголовий (Monarcha richardsii) — вид горобцеподібних птахів родини монархових (Monarchidae). Ендемік Соломонових Островів.

## Поширення і екологія
Білоголові монархи є ендеміками архіпелагу Нью-Джорджія в Західній провінції Соломонових Островів. Живуть у вологих рівнинних тропічних лісах.